# Corpo humano

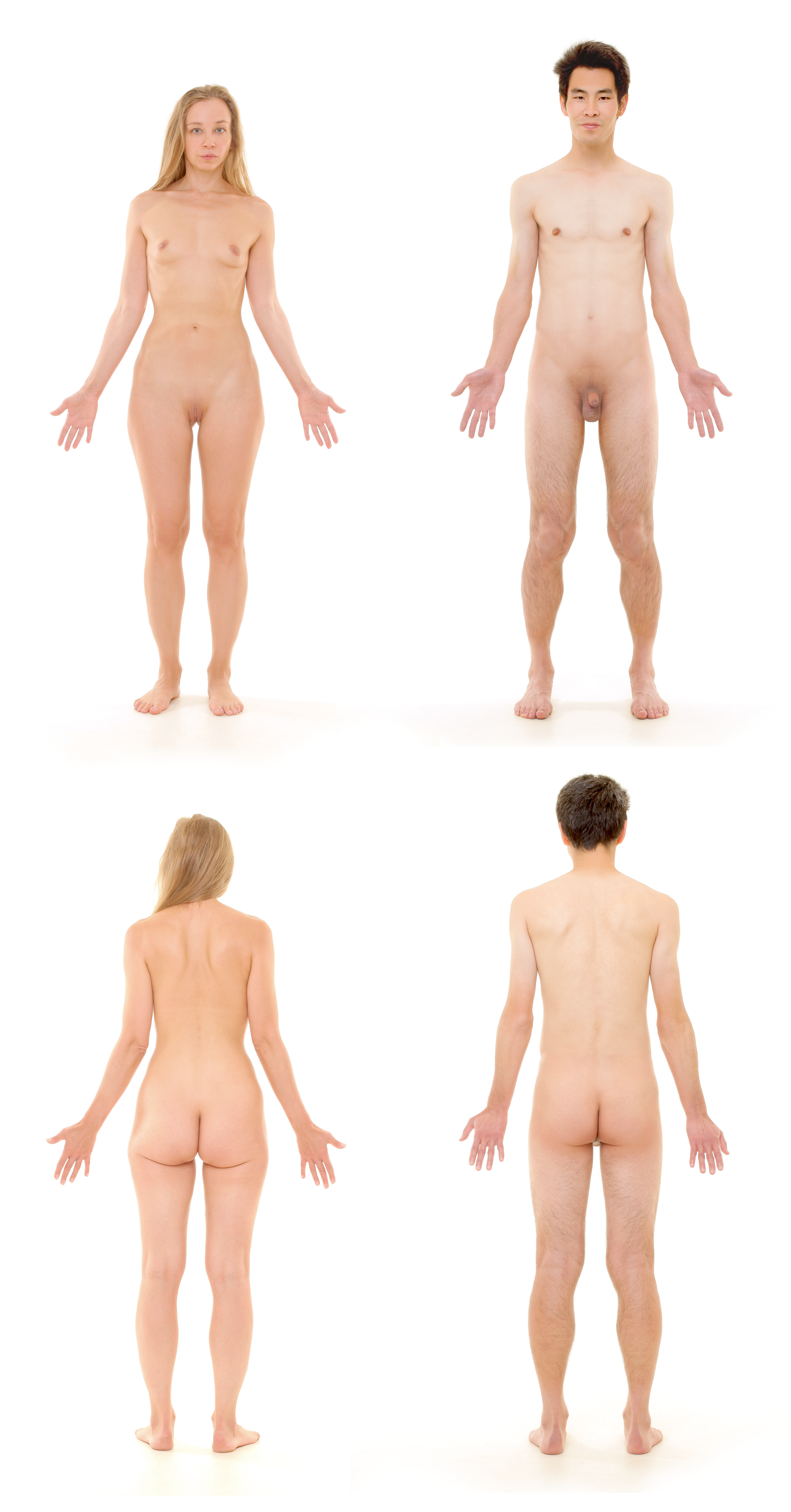
Corpos humanos de adultos: feminino (esquerdo) e masculino (direito) fotografados nas perspectivas ventral (acima) e dorsal (abaixo). Pelos púbicos, corporais e faciais de ocorrência natural foram removidos deliberadamente para mostrar a anatomia.

O corpo humano é a estrutura do ser humano. É composto por trilhões de células, a unidade fundamental da vida, que juntas são responsáveis pela formação de tecidos que protegem o organismo do mundo exterior, e vários outros que são responsáveis pela formação das cavidades internas. As células se agrupam e formam os órgãos, que são coleções estruturadas de células com funções específicas. Os órgãos estão interligados um ao outro e fazem partes de sistemas específicos, os quais mantém a manutenção da constituição física humana. Também é constituído por cerca de 60% de água e vários elementos, aproximadamente 25 quilogramas de um humano com 70 quilogramas, são células não humanas ou material celular, um dos quais são os ossos, que são responsáveis por suportar e proteger as estruturas internas mais importantes. A combinação de todos os fatores permite que o organismo garanta a homeostase, que é o estado de equilíbrio.
Na anatomia básica é formado pela cabeça, pescoço, tronco (que incluem o tórax e abdômen), braços e mãos, pernas e pés.
O estudo do corpo humano envolve: a anatomia, fisiologia, histologia e embriologia. O corpo varia anatomicamente de maneiras conhecidas. A fisiologia estuda os sistemas e órgãos do corpo humano e suas funções. Muitos sistemas e mecanismos interagem para manter a homeostase, com níveis seguros de substâncias como açúcar e oxigênio no sangue.

## Composição
|                | Elemento | Símbolo | Porcentagem (%) de massa | Refs. |
| Oxigênio       | O        | 65      | [ 3 ] [ 4 ] [ 5 ]        |       |
| Carbono        | C        | 18,5    | [ 3 ] [ 4 ] [ 5 ]        |       |
| Hidrogênio     | H        | 9,5     | [ 3 ] [ 4 ] [ 5 ]        |       |
| Nitrogênio     | N        | 3,3     | [ 3 ] [ 4 ] [ 5 ]        |       |
| Cálcio         | Ca       | 1,5     | [ 3 ] [ 4 ] [ 5 ]        |       |
| Fósforo        | P        | 1       | [ 3 ] [ 4 ] [ 5 ]        |       |
| Potássio       | K        | 0,4     | [ 3 ] [ 4 ] [ 5 ]        |       |
| Enxofre        | S        | 0,3     | [ 3 ] [ 4 ] [ 5 ]        |       |
| Sódio          | Na       | 0,2     | [ 3 ] [ 4 ] [ 5 ]        |       |
| Cloro          | Cl       | 0,2     | [ 3 ] [ 4 ] [ 5 ]        |       |
| Magnésio       | Mg       | 0,1     | [ 3 ] [ 4 ] [ 5 ]        |       |
| Oligoelementos |          | 0,1     | [ 3 ] [ 4 ] [ 5 ]        |       |

O corpo humano é composto por vários elementos e quatro destes desempenham papéis fundamentais, pois são responsáveis por aproximadamente 95,2% da massa corporal de um humano, sendo eles: hidrogênio, oxigênio, carbono e nitrogênio. O restante dessa massa é formado por vários outros elementos que são encontrados em quantidades menores, tais como: cálcio, fósforo, potássio, sódio, cloro, magnésio, enxofre e micronutrientes (dos quais alguns, de acordo com evidências, são necessários para a vida).
Nem todos os elementos encontrados em pequenas quantias são importantes para o corpo, sendo alguns considerados simples contaminantes que não possuem funções fundamentais, tal como o césio, enquanto outros são toxinas ativas dependendo da quantidade, como o mercúrio. Em humanos, o arsênio é tóxico e seu níveis em alimentos precisam ser monitorados a fim de reduzir ou eliminar sua digestão. O organismo de um humano contém pelo menos traços detectáveis de 60 elementos químicos, sendo 25 destes analisados a desempenhar um papel positivo na saúde e vida.
Quatro elementos são responsáveis pela constituição da maioria do peso de um humano, são eles: o carbono, nitrogênio, oxigênio e hidrogênio. O hidrogênio (9,5% da massa corporal) mantém a estrutura hidratada, além de estar presente em 90% da composição de todos os elementos e, é encontrado nos carboidratos, proteínas, amidos e lipídios que são necessários à dieta humana. Está presente no trifosfato de adenosina (ATP), que é a principal molécula transportadora de energia. O oxigênio (responsável por 65% da massa corporal) é importante para as células visto que necessitam do oxigênio para funcionarem, elas usam a substância principalmente para a produção de energia vinda dos alimentos. É transportado dos pulmões para os microrganismos através do sangue, sendo necessário ao metabolismo, é responsável por inúmeras reações bioquímicas intracelulares. Percentualmente a maior parte do elemento químico no corpo está na água que é uma das moléculas mais importantes para à vida.
Constituindo 18,5% da massa corporal, o carbono é um elemento tetravalente, ou seja ele pode se relacionar a quatro outros elementos químicos, sendo assim ele faz ligações estáveis com outros átomos, que é uns dos motivos que fazem ele de um átomo fundamental, os carboidratos, gorduras e proteínas são variados exemplos de moléculas compostas pelo elemento. O nitrogênio, sendo 3,3% do peso, é alguns dos responsáveis pela composição dos aminoácidos que constituem as proteínas. Sendo também um dos componentes dos ácidos nucléicos que compõem o DNA e RNA.
O cálcio, fósforo e enxofre são os elementos minerais mais abundantes do corpo. O cálcio é necessário para manter os ossos resistentes e realizar várias funções vitais, quase toda a substância é armazenada nos ossos e dentes, onde sustenta a estrutura. É necessário para os músculos se moverem, o funcionamento dos músculos, além de ajudar os vasos sanguíneos movimentar o sangue. O fósforo, assim como o cálcio, auxilia o desenvolvimento dos ossos e desempenha funções nos ácidos nucleicos e nas membranas celulares, ajudando o corpo a produzir energia e na produção de trifosfato de adenosina (ATP), que está relacionado à forma que o corpo usa carboidratos e gorduras. O enxofre é importante para múltiplas funções, compondo e recompondo o DNA, promovendo a proteção de seus microrganismos contra danificações. Além disso, o enxofre é responsável por desempenhar papéis importantes na síntese de intermediários metabólicos importantes, como a glutationa um aminoácido indispensável encontrado nas proteínas.
A composição do corpo humano além do nível atômico pode ser vista em escala molecular e celular. As moléculas são a reunião de dois ou mais átomos, e são exemplos de moléculas: a água (H2O), glicose (C6H12O6) e nitrogênio (N2). A água um dos nutrientes críticos, cuja ausência leva à óbito, compõe entre 75% (em bebês) e 55% (em idosos) da massa corporal de um humano. As uniões das moléculas formam as células que são as unidades fundamentais e, são elas que mantém o corpo vivo. Existem trilhões dessas partículas vivas que possuem estruturas e funções diversas. As células se agrupam e formam os tecidos que compõem estruturas com funções especificas, como os órgãos.

### Células

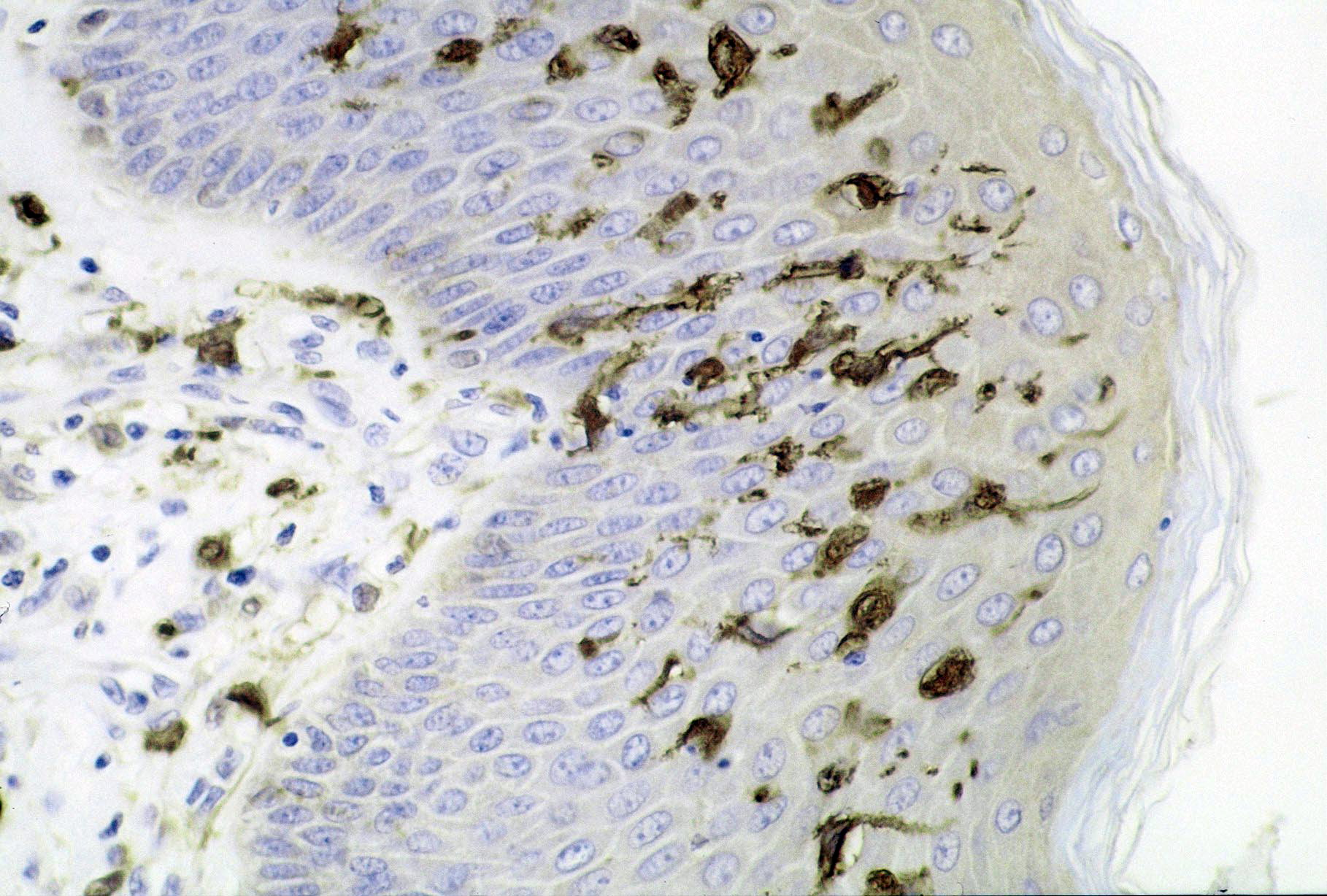
Seção de pele mostrando grande número de células dendríticas (Langerhans) na epiderme. Infecção por M. ulcerans, coloração com imunoperoxidase S100.

O corpo contém trilhões de células, a unidade fundamental da vida. Na maturidade, existem cerca de 30-37 trilhões dessas partículas vivas em um humano, uma estimativa obtida pela totalização do número de células da estrutura humana. O corpo também hospeda cerca do mesmo número de microrganismos não humanos, bem como organismos multicelulares que residem no trato gastrointestinal e na pele. As células estruturam o corpo, absorvem os nutrientes dos comestíveis e, converte esses em energia, elas também realizam funções especificas no organismo e possuem o material hereditário do corpo, ou seja, podem fazer cópias de si mesmas.
As células possuem uma estrutura interna com inúmeras partes, tendo cada uma função distinta. Algumas dessas partes são denominadas organelas, que são estruturas especializadas que realizam certas funções interiormente. As células humanas tem como partes principais: o citoplasma, citoesqueleto, retículo endoplasmático, complexo de golgi, lisossomos e peroxissomos, mitocôndria, núcleo, membrana plasmática e os ribossomos. O citoplasma é formado por um fluido gelatinoso chamado citosol, ele preenche o interior da célula. É composto principalmente de sais, água e outras matérias orgânicas. As suas propriedades físico-químicas influenciam funções celulares importantes, como o enovelamento de proteínas, catálise enzimática, sinalização intracelular, transporte intracelular e localização de moléculas e organelas, tal como o destino das nanopartículas e agentes terapêuticos direcionados às células.
O citoesqueleto é uma das estruturas mais complexas e versáteis, está envolvido em processos como endocitose, divisão celular, transporte intracelular, motilidade, transmissão de força, reação a forças externas, adesão, preservação e adaptação da forma celular. Tais funções são desempenhadas por três categorias de filamentos do citoesqueleto, sendo: actina, microtúbulos e filamentos intermediários. Em tumores cerebrais, o citoesqueleto desempenha um papel importante na propagação e migração das células tumorais. O retículo endoplásmatico é uma grande estrutura dinâmica que desempenha inúmeras funções, sendo algumas delas: o armazenamento de cálcio, síntese de proteínas e metabolismos de lipídios. O complexo de golgi organiza moléculas processadas pelo retículo endoplásmatico para o exterior da célula.
Os lisossomos e peroxissomos são organelas envolvidas por uma única membrana, dentro delas possuem enzimas digestivas, sendo seu interior ácido. Possuem uma função importante no metabolismo, por conta das enzimas que quebram ácidos graxos e aminoácidos. A mitocôndria é uma organela conectada na membrana a qual gera grande parte da energia para suprir as necessidades bioquímicas da célula, armazena essa energia no trifosfato de adenosina. O núcleo é o centro de informações do microrganismo, sua principal função é armazenar o material hereditário (DNA) e administrar as atividades da célula, a qual incluem o crescimento, metabolismo intermediário, síntese de proteínas e divisão celular. A membrana plasmática é o revestimento da célula contra o exterior, sendo sua principal função regular a entrada e saída de materiais. Os ribossomos são as estruturas nas quais são produzidas as proteínas.

#### Genoma
As células do corpo funcionam por causa do DNA. O DNA fica dentro do núcleo de uma célula, as partes do DNA são copiadas e enviadas ao corpo da célula via RNA. O RNA é então usado para criar proteínas que formam a base das células, sua atividade e seus produtos. As proteínas ditam a função celular e a expressão gênica, uma célula é capaz de se autorregular pela quantidade de proteínas produzidas. No entanto, nem todas as células têm DNA; algumas células, como os glóbulos vermelhos maduros, perdem o núcleo à medida que amadurecem.

### Tecidos
O corpo humano consiste em muitas categorias de tecidos, definidos como células que atuam com uma função especializada. O estudo dos tecidos é denominado histologia e geralmente ocorre com um microscópio. O corpo consiste em quatro tipos principais de tecidos; células de revestimento (epitélios), tecido conjuntivo, tecido nervoso e tecido muscular.
As células que se encontram em superfícies expostas ao mundo exterior ou trato gastrointestinal (epitélio) ou cavidades internas (endotélio) vêm em várias formas e formas; de camadas únicas de células planas a células com pequenos cílios como nos pulmões, para células como colunas que revestem o estômago. As células endoteliais são células que revestem as cavidades internas, incluindo vasos sanguíneos e glândulas. As células de revestimento regulam o que pode ou não passar por elas, protegem as estruturas internas e funcionam como superfícies sensoriais.

### Órgãos
Os órgãos são formados por tecidos, ou seja, por coleções de células estruturadas que mesmo não sendo idênticas trabalham entre si. Por exemplo, o coração é composto principalmente por cardiomiócitos e pelo tecido conjuntivo. Os órgãos são considerados estruturas de extrema importância, e o corpo humano possui cinco órgãos vitais: cérebro, coração, pulmões, fígado e rins, sem os quais não é possível a sobrevivência do organismo, pois caso algum deles pare de funcionar o óbito é a consequência se não houver intervenção médica de urgência.

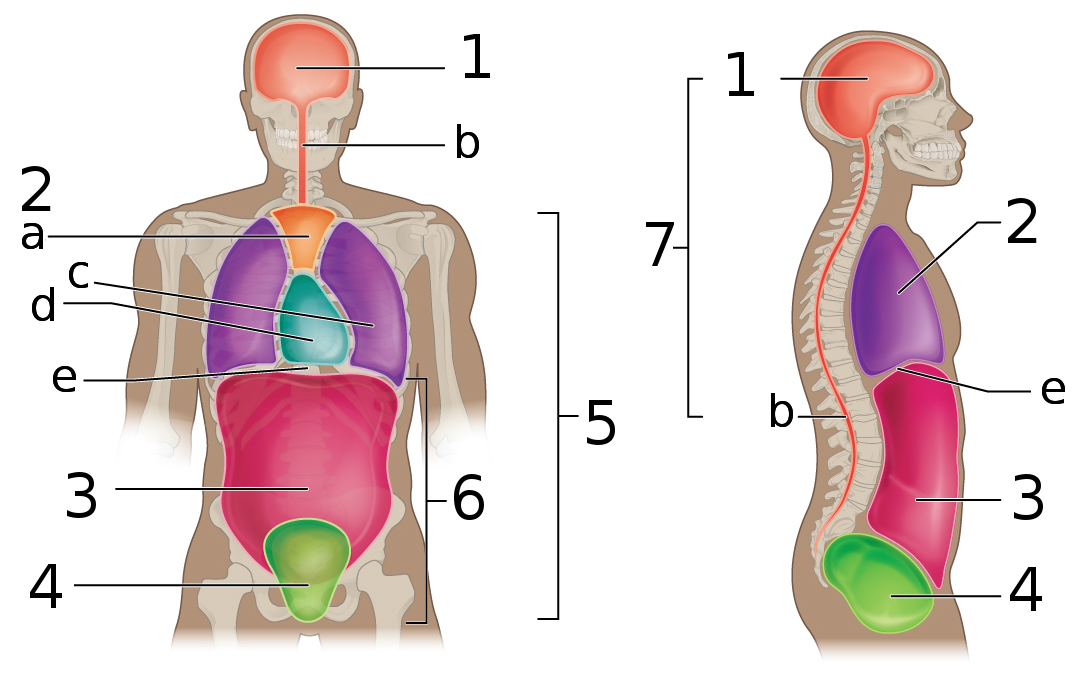
Cavidades: 1. Craniana 2. Torácica 3. Abdominal 4. Pélvica 5. Ventral 6. Abdominopélvica 7. Dorsal a. Mediastino superior b. Canal vertebral c. Cavidade pleural d. Cavidade pericárdica dentro do mediastino e. Diafragma

Na maioria das vezes os órgãos estão localizados em cavidades internas, com exceção da pele que é considerada a maior estrutura do organismo, e as cavidades são subdividas em dorsal e ventral, dentro destas estão localizados os órgãos internos. Para fins de pesquisa e localizações mais exatas, as cavidades dorsal e ventral são também subdivididas: a dorsal em cavidade craniana (onde está localizado o cérebro) e canal vertebral (no qual passa a medula espinhal, que é o prolongamento do sistema nervoso central); a ventral em: cavidade torácica (localidade em que o coração e pulmões, as partes torácicas dos grandes vasos e outras estruturas importantes estão), e a abdominopélvica que é dividida em cavidade abdominal (onde está o estômago, fígado, vesícula biliar, baço, pâncreas, intestino delgado e grosso, glândulas suprarrenais e rins) e pélvica (região em que se situam os órgãos reprodutivos e também o reto, bexiga e uretra).
O corpo é formado por múltiplos órgãos que fazem partes de sistemas, os quais são formados pela reunião de estruturas que realizam funções especificas dentro do corpo. Cada órgão possui um papel dentro do corpo, por exemplo o coração faz parte do sistema circulatório e sua função é bombear o sangue, enquanto o estômago pertence ao sistema digestivo e sua função é realizar a digestão química e mecânica dos alimentos, de modo que transforma o bolo alimentar em quimo para que posteriormente a digestão seja continuada no intestino delgado. Os órgãos vestigiais não possuem funções específicas e vitais e, são resultado das adaptações evolutivas acometidas pelo ser humano. Essas estruturas já tiveram alguma função principal anteriormente, mas com a evolução, suas funcionalidades foram modificadas e deixaram de exercer sua função principal anterior. O melhor exemplo de um órgão vestigial é o apêndice cecal, que é uma pequena extensão tubular do intestino grosso, e constitui vestígio de um órgão redundante que nas espécies ancestrais tinha funções digestivas, mas com as modificações dessa estrutura a sua função foi modificada e na modernidade é relacionada com a proteção da população de bactérias que habita e interfere no bom funcionamento do sistema digestivo.
A palavra órgão advém do latim organum e do grego órganon, que em tradução literal significa "instrumento", e somente no século XVII o termo começou a ser usado para fins anatômicos. Aproximadamente há quatro mil anos atrás nas regiões da Mesopotâmia e do Antigo Egito, a população já estava fazendo investigações acerca da descoberta de melhores informações sobre o corpo, e para isso tentaram descrever o básico da vida, relacionando ideias errôneas da função do fígado e dos outros órgãos (constantemente tentavam explicar a função dessas estruturas em relação à "alma" do ser humano).

### Sistemas
Os órgãos do corpo estão associadas frequentemente em sistemas, os quais são a reunião de estruturas que cooperam entre si para realizar funções complexas e consideráveis dentro do organismo. Existem vários sistemas que são necessários para a sobrevivência da espécie, cada um tendo funções diferentes, e portanto, papéis exclusivos para desempenhar na fisiologia. São eles: o circulatório (dividido em dois outros sistemas para fins de pesquisa: cardiovascular, responsável por transportar nutrientes e oxigênio para todas as células através do sangue e o linfático que recolhe as impurezas e conduz os glóbulos brancos e vários outros, através da linfa), digestivo (onde acontece a transformação dos alimentos em nutrientes e, a eliminação do não necessário através das fezes), endócrino (faz a regulação e administração das funções do corpo através de glândulas, que produzem e liberam hormônios), imunológico (defende o organismo da invasão de patógenos), tegumentar (protege do mundo exterior, regula a temperatura corporal e é responsável pela sensibilidade), locomotor ou musculoesquelético (fornece a estrutura e locomoção, também é dividido em dois outros sistemas que são o muscular e esquelético), nervoso (centro de controle do corpo, incumbido pela transmissão de sinais), reprodutor (garante a descendência da espécie através dos gametas, que posteriormente pós fertilização transformará em um embrião no útero), respiratório (traz oxigênio do ar para o organismo) e urinário (filtra o sangue e remove as toxinas e resíduos, transformando em urina).
Alguns órgãos do corpo têm múltiplas funções e fazem partes de mais de um sistema, enquanto outros apresentam somente uma função para tal. Por exemplo: o timo faz parte do sistema linfático e imunológico, os ovários integram o reprodutor e endócrino, a faringe pertence ao respiratório e digestivo.
Os sistemas interagem efetivamente entre si, essas interações possuem regras básicas, ou seja latentes à complexa reorganização hierárquica em redes fisiológicas com transições entre estados fisiológicos. A saúde e os estados fisiológicos diferentes surgem de interações em rede entre sistemas complexos de vários componentes não lineares. Os médicos tradicionalmente focam em um único sistema, por exemplo: os cardiologistas examinam o coração e consideram os sinais do ECG; neurologistas trabalham com o cérebro e utilizam sinais de ressonância magnética e ondas cerebrais EEG. Entretanto, o organismo é uma rede integrada, os quais os sistemas formados por várias estruturas fazem contato continuamente através de vários procedimentos por meio de várias respostas adquiridas e em diferentes escalas temporais para aperfeiçoar e coordenar sua função. Essas interações são essenciais para manter a saúde e gerar estados fisiológicos distintos, tal como a vigília e sono, sono leve e profundo, consciência e inconsciência. A modificação ou a interrupção das comunicações dos órgãos podem levar a disfunção de sistemas individuais ou ao colapso de todo o organismo, por exemplo: febre, hipertensão e falência de múltiplos órgãos, mas, apesar da importância para a cognição das funções fisiológicas básicas, há escassez sobre a natureza das interações dinâmicas entre diversos sistemas e seu papel coletivo como uma rede integrada de saúde.
O vocábulo "sistema" vem do grego, e é originário de SYNÍSTANAI que é a junção de SYN, que significa "reunião ou conjunto" e HÍSTANAI, em tradução literal "levar exercer", sendo assim a palavra SYNISTANAI retrata "levar exercer em conjunto". Com base nessa palavra surgiu SYSTEMA, significando a "associação de diferentes partes".

#### Sistema circulatório

Diagrama do coração humano

O sistema circulatório consiste no coração e vasos sanguíneos (artérias, veias e capilares). O coração impulsiona a circulação do sangue, que serve como um "sistema de transporte" para transferir oxigênio, combustível, nutrientes, produtos residuais, células imunológicas e moléculas de sinalização (ou seja, hormônios) de uma parte do corpo para outra. Os caminhos da circulação sanguínea dentro do corpo humano podem ser divididos em dois circuitos: o circuito pulmonar, que bombeia sangue para os pulmões para receber oxigênio e deixar dióxido de carbono e o circuito sistêmico, que transporta o sangue do coração para o resto do corpo. O sangue consiste em um fluido que transporta as células na circulação, incluindo algumas que se movem dos tecidos para os vasos sanguíneos e vice-versa, assim como o baço e a medula óssea.

Diagrama do sistema digestivo

#### Sistema digestivo
O sistema digestivo consiste na boca, incluindo a língua e os dentes, esófago, estômago, (trato gastrointestinal, intestinos, e reto), bem como o fígado, pâncreas, vesícula biliar, e glândulas salivares. Ele converte os alimentos em moléculas pequenas, nutricionais e não tóxicas para distribuição e absorção pelo corpo. Essas moléculas assumem a forma de proteínas (que são quebradas em aminoácidos), gorduras, vitaminas e minerais (os últimos dos quais são principalmente iônicos em vez de moleculares). Depois de ser engolido, o alimento se move pelo trato gastrointestinal por meio da peristalse: a expansão e contração sistemáticas dos músculos para empurrar o alimento de uma área para outra.
A digestão começa na boca, que mastiga os alimentos em pedaços menores para facilitar a digestão. Em seguida, é engolido e passa pelo esôfago até o estômago. No estômago, o alimento é misturado aos ácidos gástricos para permitir a extração de nutrientes. O que resta é chamado de quimo; ele então se move para o intestino delgado, que absorve os nutrientes e a água do quimo. O que sobra segue para o intestino grosso, onde é seco para formar fezes; estes são então armazenados no reto até que sejam expelidos através do ânus.

#### Sistema endócrino
O sistema endócrino consiste nas principais glândulas endócrinas: hipófise, tireóide, supra-renais, pâncreas, paratireoides e gônadas, mas quase todos os órgãos e tecidos também produzem hormônios endócrinos específicos. Os hormônios endócrinos servem como sinais de um sistema do corpo para outro em relação a uma enorme variedade de condições, resultando em uma variedade de mudanças de função.

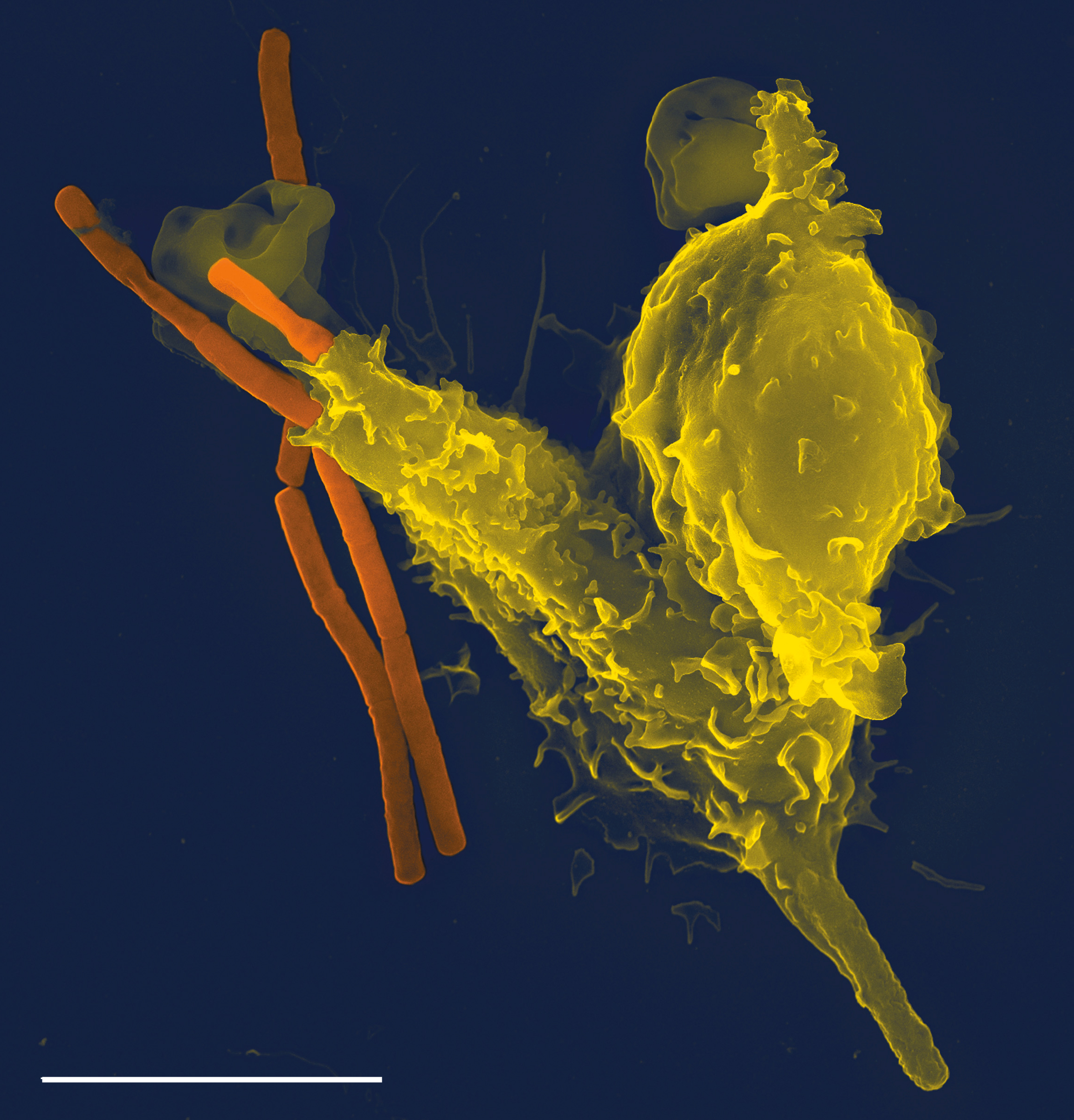
Um neutrófilo (amarelo) envolve uma bactéria de antraz (laranja), numa imagem obtida através de microscópio eletrónico de varrimento.

#### Sistema imunológico
O sistema imunológico consiste em células brancas do sangue, o timo, os gânglios linfáticos e os canais linfáticos, que também fazem parte do sistema linfático. O sistema imunológico fornece um mecanismo para o corpo distinguir suas próprias células e tecidos de células e substâncias externas e neutralizar ou destruir as últimas usando proteínas especializadas, como anticorpos, citocinas e receptores do tipo-toll, entre muitos outros.

#### Sistema tegumentar
O sistema tegumentar consiste na cobertura do corpo (a pele), incluindo cabelos e unhas, bem como outras estruturas funcionalmente importantes, como as glândulas sudoríparas e as glândulas sebáceas. A pele fornece contenção, estrutura e proteção para outros órgãos e serve como uma importante interface sensorial com o mundo exterior.

#### Sistema linfático
O sistema linfático extrai, transporta e metaboliza a linfa, o fluido encontrado entre as células. O sistema linfático é semelhante ao sistema circulatório em termos de estrutura e função mais básica, que é; transportar um fluido corporal.

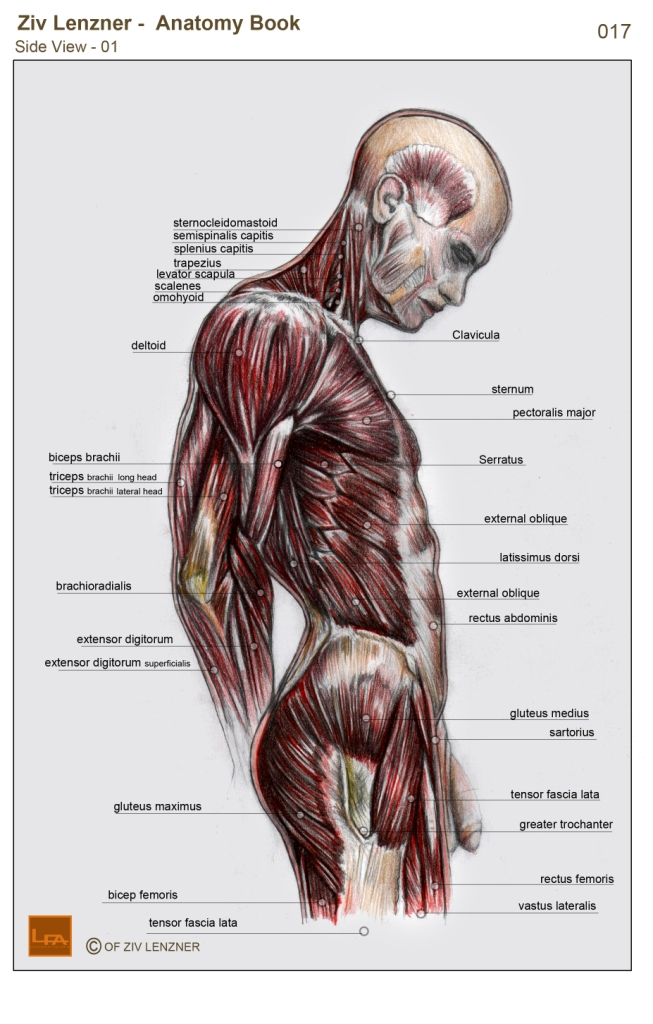
Página de um livro de anatomia humana mostrando o sistema locomotor

#### Sistema locomotor
O sistema locomotor consiste no esqueleto humano (que inclui ossos, ligamentos, tendões e cartilagem) e músculos. Dá estrutura básica ao corpo e capacidade de movimento. Além de seu papel estrutural, os ossos maiores do corpo contêm a medula óssea, o local de produção das células sanguíneas. Além disso, todos os ossos são os principais locais de armazenamento de cálcio e fosfato. Este sistema pode ser dividido entre sistema muscular e esquelético.

Diagrama do sistema nervoso humano

#### Sistema nervoso
O sistema nervoso consiste em neurônios e células gliais do corpo, que juntos formam os nervos, gânglios e massa cinzenta que, por sua vez, formam o cérebro e estruturas relacionadas. O cérebro é o órgão do pensamento, emoção, memória e processamento sensorial; serve a muitos aspectos da comunicação e controla vários sistemas e funções. Os sentidos consistem em visão, audição, paladar, olfato e tato. Os olhos, ouvidos, língua, nariz e pele, reúnem informações sobre o ambiente do corpo.
De uma perspectiva estrutural, o sistema nervoso é normalmente subdividido em duas partes componentes: o sistema nervoso central (SNC), composto pelo cérebro e pela medula espinhal; e o sistema nervoso periférico (SNP), composto pelos nervos e gânglios fora do cérebro e da medula espinhal. O SNC é o principal responsável por organizar o movimento, processar informações sensoriais, pensamento, memória, cognição e outras funções semelhantes. Ainda é uma questão de debate se o SNC dá origem direta à consciência. O sistema nervoso periférico (SNP), é o principal responsável por reunir informações com os neurônios sensoriais e dirigir os movimentos do corpo com os neurônios motores.
De uma perspectiva funcional, o sistema nervoso é novamente dividido em duas partes componentes: o sistema nervoso somático (SNS) e o sistema nervoso autônomo (SNA). O SNS está envolvido em funções voluntárias, como fala e processos sensoriais. O SNA está envolvido em processos involuntários, como a digestão e a regulação da pressão arterial.
O sistema nervoso está sujeito a muitas doenças diferentes. Na epilepsia, a atividade elétrica anormal no cérebro pode causar convulsões. Na esclerose múltipla, o sistema imunológico ataca os revestimentos nervosos, prejudicando a capacidade dos nervos de transmitir sinais. A esclerose lateral amiotrófica (ELA), também conhecida como doença de Lou Gehrig, é uma doença do neurônio motor que reduz gradualmente os movimentos dos pacientes. Existem também muitas outras doenças do sistema nervoso.

#### Sistema reprodutor
O sistema reprodutor consiste nas gônadas e nos órgãos sexuais internos e externos. O sistema reprodutivo produz gametas em cada sexo, um mecanismo para sua combinação e, na mulher, um ambiente nutridor para os primeiros 9 meses de desenvolvimento do bebê.

#### Sistema respiratório
O sistema respiratório consiste no nariz, nasofaringe, traqueia e pulmões. Ele traz oxigênio do ar e excreta dióxido de carbono e água de volta ao ar. Primeiro, o ar é puxado pela traqueia para os pulmões pelo diafragma empurrando para baixo, o que cria um vácuo. O ar é brevemente armazenado dentro de pequenos sacos conhecidos como alvéolos, antes de ser expelido dos pulmões quando o diafragma se contrai novamente. Cada alvéolo é cercado por capilares que transportam sangue desoxigenado, que absorve o oxigênio do ar para a corrente sanguínea.

Ilustração do sistema respiratório

Para que o sistema respiratório funcione adequadamente, deve haver o mínimo possível de impedimentos ao movimento do ar dentro dos pulmões. A inflamação dos pulmões e o excesso de muco são fontes comuns de dificuldades respiratórias. Na asma, o sistema respiratório está persistentemente inflamado, causando sibilância e/ou falta de ar. A pneumonia ocorre por infecção dos alvéolos e pode ser causada por tuberculose. O enfisema, geralmente resultado do tabagismo, é causado por danos às conexões entre os alvéolos.

#### Sistema urinário
O sistema urinário consiste nos rins, ureteres, bexiga e uretra. Ele remove materiais tóxicos do sangue para produzir urina, que carrega uma variedade de moléculas de resíduos e excesso de íons e água para fora do corpo.

## Anatomia

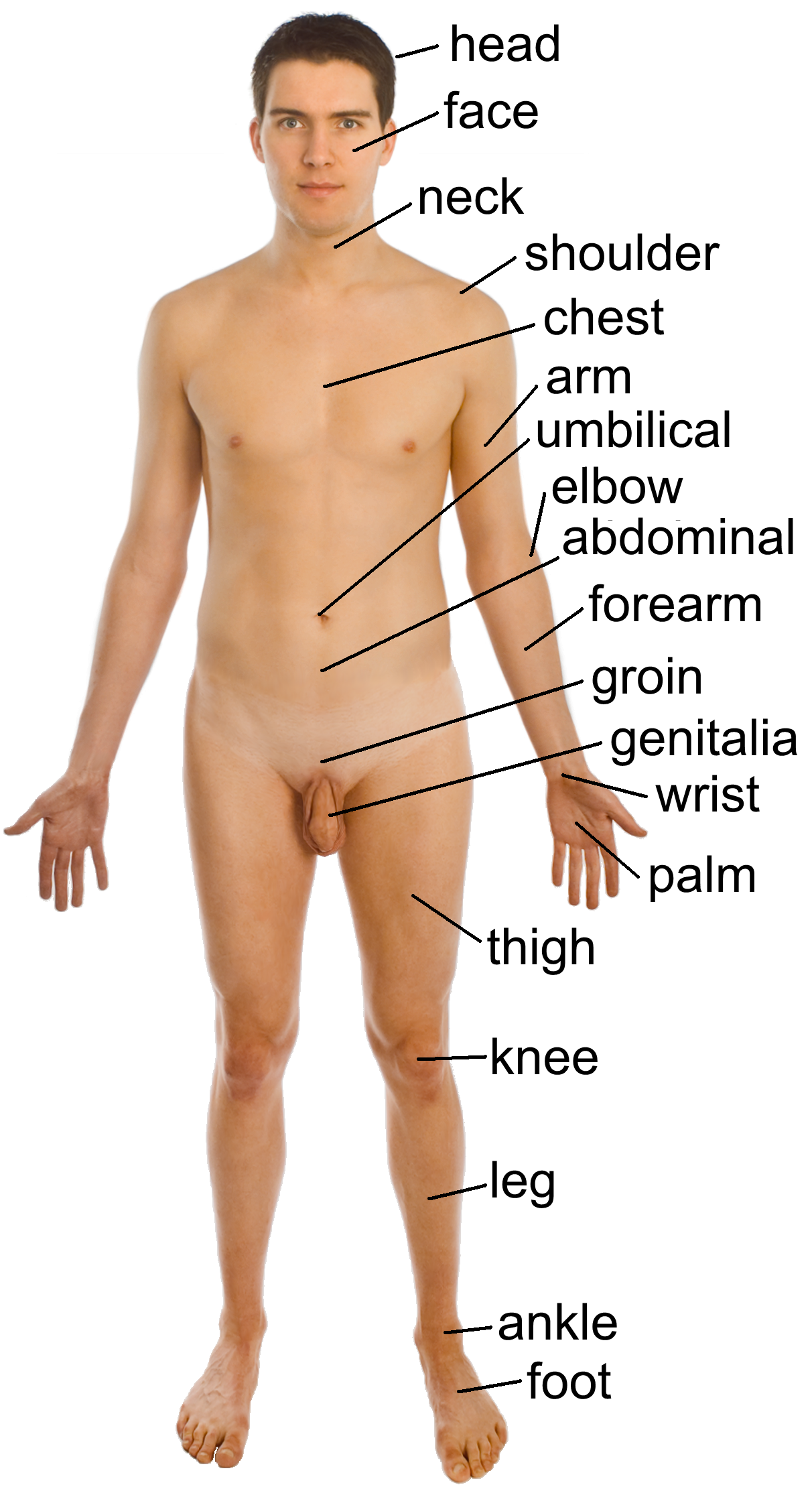
Anatomia humana de um corpo masculino

A anatomia humana é o estudo da forma e do formato do corpo humano. O corpo humano tem quatro membros (dois braços e duas pernas), uma cabeça e um pescoço que se conectam ao torso. A forma do corpo é determinada por um esqueleto forte feito de osso e cartilagem, cercado por gordura, músculos, tecido conjuntivo, órgãos e outras estruturas. A coluna vertebral na parte posterior do esqueleto que envolve a medula espinhal, que é uma coleção de fibras nervosas que conectam o cérebro ao resto do corpo. Nervos conectam a medula espinhal e o cérebro ao resto do corpo. Todos os principais ossos, músculos e nervos do corpo são nomeados, com exceção de variações anatômicas, como ossos sesamóides e músculos acessórios.
Os vasos sanguíneos transportam sangue por todo o corpo, que se move por causa das batidas do coração. Vênulas e veias coletam o sangue com baixo teor de oxigênio dos tecidos do corpo. Estes se agrupam em veias progressivamente maiores até atingirem as duas maiores veias do corpo, a veia cava superior e inferior, que drena o sangue para o lado direito do coração. A partir daqui, o sangue é bombeado para os pulmões, onde recebe oxigênio e é drenado de volta para o lado esquerdo do coração, aonde é bombeado para a maior artéria do corpo, a aorta e, em seguida, artérias e arteríolas progressivamente menores até atingir o tecido. Aqui, o sangue passa de pequenas artérias para os capilares, depois para pequenas veias e o processo começa novamente. O sangue transporta oxigênio, produtos residuais e hormônios de um lugar para outro no corpo. O sangue é filtrado nos rins e no fígado.

Cavidades corporais humanas.

O corpo consiste em várias cavidades corporais, áreas separadas que abrigam diferentes sistemas de órgãos. O cérebro e o sistema nervoso central residem em uma área protegida do resto do corpo pela barreira hematoencefálica. Os pulmões ficam na cavidade pleural. Os intestinos, o fígado e o baço ficam na cavidade abdominal.
Altura, peso, forma e outras proporções corporais variam individualmente e com a idade e o sexo. A forma do corpo é influenciada pela distribuição dos músculos e tecido adiposo.

## Fisiologia
A fisiologia humana é o estudo de como o corpo humano funciona. Isso inclui as funções mecânicas, físicas, bioelétricas e bioquímicas de humanos com boa saúde, desde os órgãos até as células que os compõem. O corpo humano consiste em muitos sistemas de órgãos em interação. Eles interagem para manter a homeostase, mantendo o corpo em um estado estável com níveis seguros de substâncias como açúcar e oxigênio no sangue.
Cada sistema contribui para a homeostase, de si mesmo, de outros sistemas e de todo o corpo. Alguns sistemas combinados são chamados de nomes conjuntos, por exemplo, o sistema nervoso e o sistema endócrino funcionam juntos como o sistema neuroendócrino. O sistema nervoso recebe informações do corpo e as transmite ao cérebro por meio de impulsos nervosos e neurotransmissores. Ao mesmo tempo, o sistema endócrino libera hormônios, que ajudam a regular a pressão arterial e o volume. Juntos, esses sistemas regulam o ambiente interno do corpo, mantendo o fluxo sanguíneo, postura, suprimento de energia, temperatura e equilíbrio ácido (pH).

## Desenvolvimento

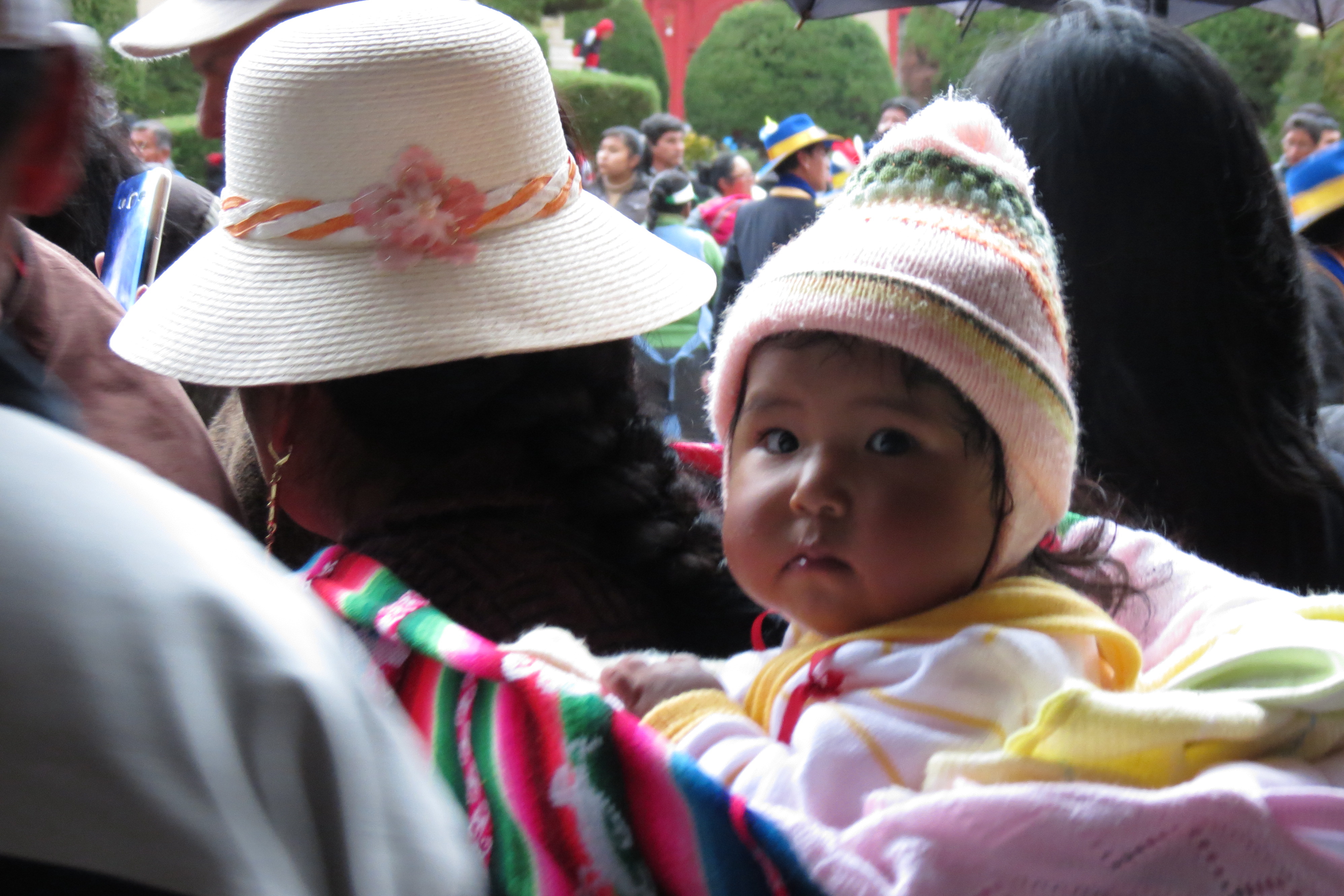
Bebê sendo carregado

O desenvolvimento do corpo humano é o processo de crescimento até a maturidade. O processo começa com a fertilização, onde um óvulo liberado do ovário de uma mulher é penetrado pelo esperma. O óvulo então se aloja no útero, onde um embrião e, posteriormente, o feto se desenvolvem até o nascimento. O crescimento e o desenvolvimento ocorrem após o nascimento e incluem o desenvolvimento físico e psicológico, influenciado por fatores genéticos, hormonais, ambientais e outros. O desenvolvimento e o crescimento continuam ao longo da vida, desde a infância, adolescência e desde a idade adulta até a velhice, e são referidos como o processo de envelhecimento.

## Sociedade e cultura

### Estudo profissional

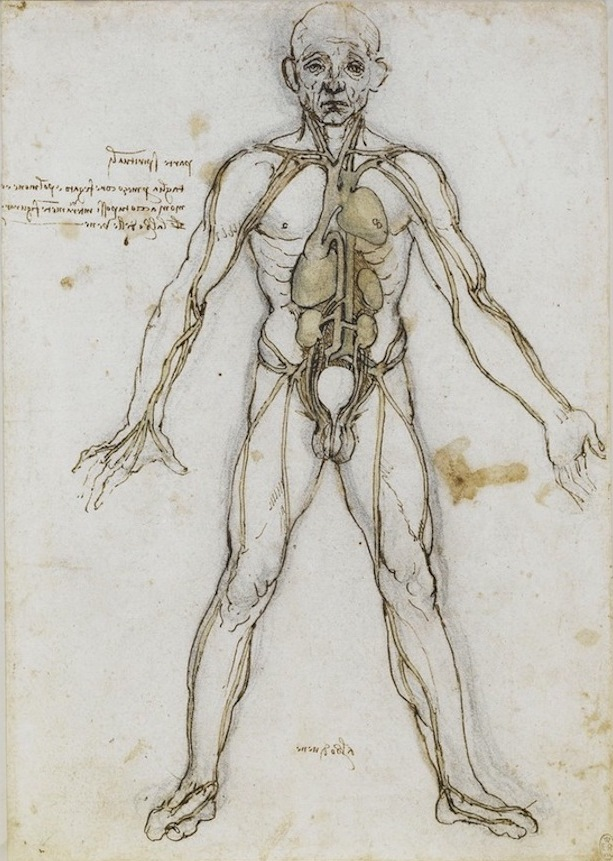
Estudo anatômico de Leonardo da Vinci.

Os profissionais de saúde aprendem sobre o corpo humano por meio de ilustrações, modelos e demonstrações. Além disso, estudantes de medicina ganham experiência prática, por exemplo, por dissecação de cadáveres. A anatomia humana, a fisiologia e a bioquímica são ciências médicas básicas, geralmente ensinadas a estudantes de medicina no primeiro ano da faculdade de medicina.

### Representação

O Nascimento de Vênus por Sandro Botticelli (1485).

A anatomia tem servido às artes visuais desde os tempos da Grécia Antiga, quando o escultor Policleto do século V a.C. escreveu seu cânon sobre as proporções ideais do nu masculino. No renascimento italiano, artistas como: Piero della Francesca (c. 1415–1492) em diante, incluindo Leonardo da Vinci (1452–1519) e seu colaborador Luca Pacioli (c. 1447–1517), aprenderam e escreveram sobre as regras da arte, incluindo a perspectiva visual e as proporções do corpo humano.

### Filosofia
A palavra corpo é uma das mais ricas da língua portuguesa. O corpo sempre foi objeto de curiosidade por ser uma engrenagem misteriosa. Esse fato levou com que cada área do conhecimento humano apresentasse possíveis definições para o corpo como seu objeto de estudo.
Platão definiu o homem composto de corpo e alma. A teoria filosófica de Platão baseia-se fundamentalmente na cisão entre dois mundos: o inteligível da alma e o sensível do corpo. O pensamento platônico é essencial para a compreensão de toda uma linhagem filosófica que valoriza o mundo inteligível em detrimento do sensível. A alma é detentora da sabedoria e o corpo é a prisão quando a alma é dominada por ele, quando é incapaz de regrar os desejos e as tendências do mundo sensível.
Foucault concebeu o corpo como o lugar de todas as interdições. Todas as regras sociais tendem a construir um corpo pelo aspecto de múltiplas determinações. Já para Lacan, o corpo é o espelho da mente e diz muito sobre nós mesmos. Para Nietzsche, só existe o corpo que somos; o vivido e este é mais surpreendente do que a alma de outrora.
Para Michel de Certeau, o corpo encontra-se como o lugar de cristalização de todas as interdições e também o lugar de todas as liberdades. Georges Bataille definiu o corpo como uma coisa vil, submissa e servil tal como uma pedra ou um bocado de madeira.
Para René Descartes, cuja filosofia originou o sistema do cartesianismo, o corpo enquanto organismo é uma máquina, em contraste à mente, e essa separação é conhecida como dualismo mente-corpo. Baruch Espinoza também dividia a definição de corpo e mente, mas os considerava em seu monismo como contínuos de uma mesma substância.
Para Gilles Deleuze, um corpo pode ser controlável, já que a ele pode se atribuir sentidos lógicos. Afirmou este filósofo que somos "máquinas desejantes". Em sua teoria, ao discorrer sobre corpos-linguagem disse que o corpo "é linguagem porque pode ocultar a palavra e encobri-la". A descrição do corpo é psicomotora não é psíquica, é uma união entre psiquismo e motricidade.
Merleau-Ponty aludiu que o corpo é espelho de outro corpo. Sobre a metamorfose do corpo, Paul Valéry propôs o problema dos três corpos: o próprio corpo; o corpo reflexo, ponto narciso, inflexão que se relaciona com o entorno, do visto, do que vê e o corpo que é justamente os espaços insondáveis, tanto pela visão como pelo tato, função, fisiologia e funcionamento, universo microscópico, líquidos, liquefação.

#### Fenomenologia
A partir dos anos 70, a body art passou a incluir o corpo enquanto sujeito do espetáculo e da forma artística em si. Com o impulso tecnológico, a partir dos anos 90, ocorreu uma maior auto-apropriação pelo artista do seu corpo e do corpo de outrem como sujeito e objeto da experiência estética. Todos os dias a televisão está estampando dentro de nossas casas "vinhetas" e aberturas de novelas com efeito digital, mostrando performances corporais: o simulacro do corpo.

### História da anatomia

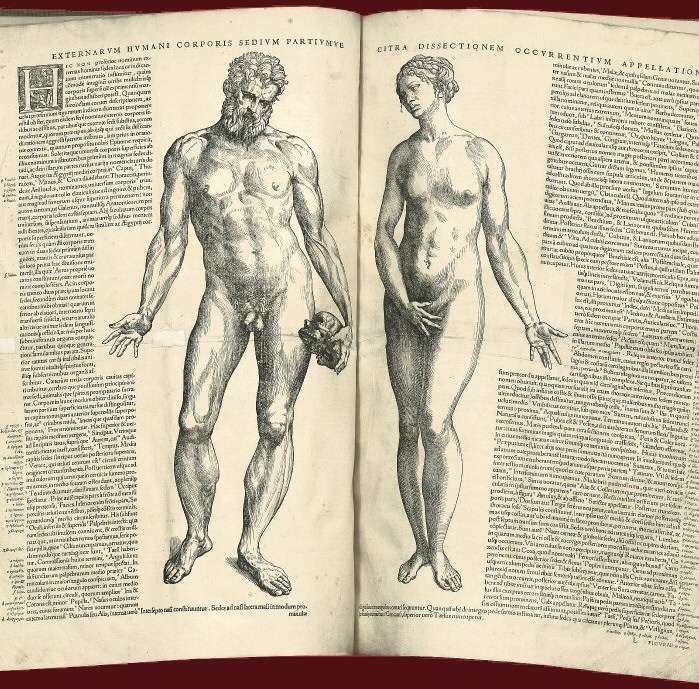
Duas páginas opostas de texto com xilogravuras de figuras masculinas e femininas nuas, na Epítome de Andreas Vesalius, 1543.

Na Grécia Antiga, o Corpus Hippocraticum descreveu a anatomia do esqueleto e dos músculos. O médico do século II Cláudio Galeno compilou o conhecimento clássico da anatomia em um texto que foi usado durante a Idade Média. Na Renascença, Andreas Vesalius (1514–1564) foi o pioneiro no estudo moderno da anatomia humana por dissecação, escrevendo o influente livro De humani corporis fabrica. A anatomia avançou ainda mais com a invenção do microscópio e o estudo da estrutura celular de tecidos e órgãos. A anatomia moderna usa técnicas como ressonância magnética, tomografia computadorizada, fluoroscopia e ultrassom para estudar o corpo em detalhes sem precedentes.

### História da fisiologia
O estudo da fisiologia humana começou com Hipócrates na Grécia Antiga, por volta de 420 a.C., e com Aristóteles (384-322 a.C.), que aplicou o pensamento crítico e a ênfase na relação entre estrutura e função. Galeno (126–199) foi o primeiro a usar experimentos para sondar as funções do corpo. O termo fisiologia foi introduzido pelo médico francês Jean Fernel (1497–1558). No século XVII, William Harvey (1578-1657) descreveu o sistema circulatório, sendo pioneiro na combinação de observação próxima com experimentos cuidadosos. No século XIX, o conhecimento fisiológico começou a se acumular em um ritmo rápido com a teoria celular de Matthias Schleiden e Theodor Schwann em 1838, de que os organismos são feitos de células. Claude Bernard (1813–1878) criou o conceito de milieu intérieur (ambiente interno), que Walter Cannon (1871–1945) mais tarde disse que era regulado para um estado estacionário na homeostase. No século XX, os fisiologistas Knut Schmidt-Nielsen e George Bartholomew ampliaram seus estudos para a fisiologia comparada e a ecofisiologia. Mais recentemente, a fisiologia evolutiva tornou-se uma subdisciplina distinta.